# Castillo de San Pedro de Halicarnaso
El Castillo de San Pedro de Halicarnaso o Castillo de Bodrum (en turco: Bodrum Kalesi) es un castillo situado en la ciudad de Bodrum, la antigua Halicarnaso, en el suroeste de Turquía.
Fue construido en 1402 por los Caballeros Hospitalarios de San Juan de Jerusalén. Luego de que los cristianos perdieran Jerusalén, pasaron a ser llamados Caballeros de Malta y Caballeros de Rodas.
Tras el ataque de 1522 por Solimán el Magnífico, el castillo se reparó con materiales provenientes del Mausoleo de Halicarnaso, construcción que recibió tal nombre por haber sido realizada como tumba del sátrapa Mausolo y que fue considerada una de las Siete Maravillas del Mundo Antiguo. En los caminos que comunican las distintas partes del castillo se pueden observar fragmentos rescatados de las épocas clásica y helenística, como un grupo de máscaras talladas en piedra que adornaban el antiguo teatro de Halicarnaso, varias columnas expoliadas del templo de Ares y algunos bustos que pertenecieron al Mausoleo.
Tres de los lados del castillo, de planta cuadrada, recaen directamente sobre el mar. La fortaleza medieval está salpicada de numerosos torreones y edificios militares. A cada una de las lenguas o divisiones políticas que componían la Orden de San Juan le correspondía una de las ocho torres con que cuenta la fortaleza, algunas de las cuales conservan una suntuosa decoración de época renacentista. La torre más imponente es la francesa, cuyas almenas se elevan por encima de todas las demás en el centro del complejo. La torre inglesa, por su parte, hunde sus cimientos en la propia roca y conforma una de las esquinas del recinto. En el interior del castillo se abre un laberinto de senderos, jardines y escaleras a través del cual se accede a niveles y secciones muy distintos que componen una estructura compleja.
Cerca de la entrada del castillo se abre el patio de armas, en el que se encuentra una capilla gótica donde se celebraban ceremonias religiosas para asistir a los caballeros hospitalarios. Cuando se produjo la conquista otomana, la capilla fue reconvertida en mezquita, lo que llevó aparejada la construcción de un minarete blanco en uno de sus laterales que contrasta con el tono ocre de la piedra envejecida.
Desde el extremo sur de la fortaleza, en el lado más elevado del castillo, se dispone de una buena panorámica de la ciudad, el puerto y las islas que salpican la bahía.

## Museo de Arqueología Subacuática
En 1962, el gobierno turco decidió convertir el castillo en un museo para albergar los descubrimientos submarinos de antiguos naufragios en el mar Egeo. Se trata del Museo de Arqueología Subacuática de Bodrum, con una colección de ánforas, vidrio antiguo, bronce, arcilla y artículos de hierro. Es el mayor museo dedicado a la arqueología subacuática. La mayor parte de su colección procede de excavaciones submarinas realizadas por el Instituto de Arqueología Náutica (INA) a partir de 1960. Estas excavaciones se realizaron en varios naufragios:
- Naufragio de Finike-Gelidonya (siglo XII a. C.: 1958–1959); primera excavación submarina en Turquía
- Naufragio de Bodrum-Yassiada (bizantino, siglo VII d. C.): 1961-1964; barco mercante romano con 900 ánforas.
- Naufragio de Bodrum-Yassiada (tardorromano, siglo IV d. C.)
- Naufragio de Bodrum-Yassiada (otomano, siglo XVI d. C.) (fechado por una moneda de plata de cuatro reales del siglo XVI procedente de Sevilla, de Felipe II))
- Naufragio de Ṣeytan Deresi (siglo XVI a. C.)
- Naufragio del puerto de Marmaris-Serçe (vidrio, siglo XI d. C.): 1977; colección de cristalería islámica
- Naufragio del puerto de Marmaris-Serçe (helenístico, III a. C.)
- Naufragio de Kaṣ-Uluburun (siglo XIV a. C.: 1982–1995; 10 toneladas de lingotes de cobre chipriotas; una tonelada de lingotes de estaño puro; 150 lingotes de vidrio; bienes manufacturados; cerámica micénica; sellos egipcios, incluyendo un sello de la reina Nefertiti, y joyas
- Naufragio griego clásico de Tektaṣ Burnu (siglo V a. C.): 1999-2001

La antigua capilla alberga una exposición de jarrones y ánforas de la época micénica (siglos XIV al XII a. C.) y hallazgos de la Edad del Bronce de alrededor del 2500 a. C. Las ánforas comerciales dan una visión histórica del desarrollo de las ánforas y sus variados usos.
La Torre Italiana alberga una colección que abarca muchos siglos en la Sala de Monedas y Joyas. Otra sala de exposiciones está dedicada exclusivamente a la tumba de una princesa caria, que murió entre el 360 y el 325 a. C. La colección de objetos de vidrio antiguo es una de las cuatro colecciones de vidrio antiguo más grandes del mundo.
Finalmente, se han reconstruido dos antiguos naufragios: el barco Fatımi, hundido en 1077 d. C., y el gran naufragio de Uluburun del siglo XIV a. C.
Un jardín dentro del castillo es una colección de casi todas las plantas y árboles de la región mediterránea, incluyendo tanto el mirto como el plátano de sombra. Los pavos reales de color turquesa y ámbar pasean bajo árboles y arbustos en flor. Desde las torres es posible ver toda la ciudad, así como algunas de las bahías vecinas.